# 陳以珪
陳以珪（？—？），字思禹，號瞻葵，福建漳州府海澄县西坊人，明朝政治人物。

## 生平
以珪为国子监生，萬曆二十五年（1597年）丁酉科順天鄉試舉人，二十六年（1598年）戊戌科進士。吏部觀政，授太常寺博士，通明淹邵，朝望所归。行取为同咨之冠，注礼部主客郎。以珪在广众中轩轩若朝霞，而性谦挹，讷然如不出口，每事有疑滞，众问陈君云何，辄先谢不知，然后论列，其卑牧如此。饶州别驾陈奇可忤璫死诏狱，无敢视者，以珪独经纪其丧，归其櫬，时论高之。以疾甚告归，卒于瀛西舟次，年不竟志，世甚惜焉。

## 家族
曾祖陈孔忠。祖陈善，庠生、贈知县。父陈映，万历庚辰进士。